# 마거릿 처칠

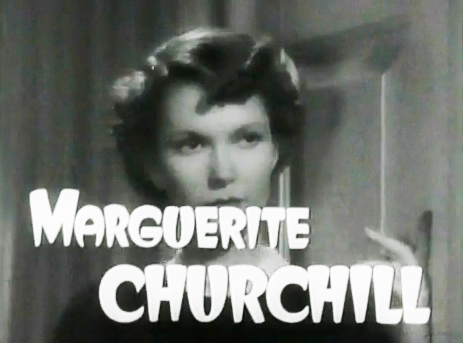

마거릿 처칠(Marguerite Churchill, 1910년 12월 25일 ~ 2000년 1월 9일)는 미국의 배우, 연극 배우, 영화배우이다.
캔자스시티에서 태어났으며 브로큰애로에서 사망하였다.

## 영화
- 셀룰로이드 클로지트 (1995년) - 본인 역
- 워킹 데드 (1936년)
- 드라큐라의 딸 (1936년)
- 빅 트레일 (1930년) - 러스 카메론 역
- 무모한 천성 (1930년)
- 발리언트 (1929년)